# Sauvageons
Sauvageons est un roman de Benjamin Berton publié le 12 février 2000 aux éditions Gallimard et ayant obtenu la même année le prix Goncourt du premier roman.

## Historique
Sauvageons est le premier roman de Benjamin Berton, jeune auteur inconnu qui paraît aux éditions Gallimard. Le titre suscite la curiosité, en reprenant un terme polémique employé en 1999 par le ministre de l'Intérieur, Jean-Pierre Chevènement, pour qualifier les mineurs délinquants multirécidivistes.

## Résumé
L'histoire se déroule dans une cité ouvrière sinistrée du Nord, dans la région de Valenciennes, et décrit le quotidien d'une bande d'adolescents des classes populaires sans perspective d'ascension sociale. Benjamin Berton, issu d'une famille plus favorisée et intégré aux milieux intellectuels parisiens, expose crûment le désœuvrement des personnages, qui les pousse à des actes de cruauté absurdes. L'un d'entre eux, Mémé, va pourtant tâcher de se construire une carrière professionnelle.
Un chapitre décrit longuement un déplacement au stade Félix-Bollaert pour une rencontre qui rappelle Lens-Arsenal en septembre 1998, et l'admiration suscitée à l'époque par l'attaquant Tony Vairelles.

## Éditions
- Éditions Gallimard, coll. « Blanche », 2000  (ISBN 978-2070757664)
- Éditions Gallimard, coll. « Folio » no 4088, 2004  (ISBN 2070316483)